# Record of Grancrest War
Grancrest Senki (яп. グランクレスト戦記 Гуранкурэсуто Сэнки, Легенда о Гранкресте) — японская серия ранобэ, написанная Рё Мидзуно и иллюстрированная — Аюми Катцуга и Макото Ётцуба. С 2013 года издатель Fujimi Shobo опубликовал девять томов в журнале Fujimi Fantasia Bunko. В 2016 году была анонсирована экранизация манги. 6 января 2018 года, состоялась премьера анимационного сериала. Также в 2018 году для платформ PS4, Android и iOS вышли видеоигры.

## Сюжет
Когда-то, давным-давно, миром правил Хаос. Хаос — одна из многих особенностей этого таинственного мира, его концентрация искажает законы природы, что ведёт к появлению демонов и природных катастроф, которые люди называют «бедствием Хаоса». Потом пришёл «человек со святой печатью» и «вернул порядок». Его назвали Лордом. Он был единственным, кто мог использовать печать и поэтому защищал людей от Хаоса. В результате его действий территории, занимаемые людьми, расширились мгновенно. Таким должен быть Лорд. Но у всего есть своя хорошая и плохая сторона. Когда уровень Хаоса понизился, печать стала инструментом борьбы за власть. На данный момент все люди разделены по союзам и объединениям. Все войны на континенте находятся под контролем.
Однажды два великих союза на континенте Ф.С.П.О (Фэнтезийный Союз и Промышленное Объединение) решили устроить свадьбу своих наследников, чтобы объединиться и завершить создание Великой Печати — символа порядка для вечного мира. Однако оба герцога были устранены, и на их территориях с новыми силами развязались войны. В центре данной битвы оказалась студентка из Магической Академии по имени Сирука, на которую граф по имени Лорд Виллар положил глаз. Цель Сируки было заключить договор с Вилларом, а на пути к Альтуку, где правил Виллар, она была окружена враждебными солдатами, однако ей на помощь подоспел Лорд Тео. Так и начинаются их приключения.

## Персонажи
- Тео Корнаро (яп. テオ・コルネーロ Тэо Корунэ:ро) — главный герой и небогатый лорд, получивший свою печать — символ дворянина, дающий суперсилы — после победы над монстром, а не от другого владельца печати, как принято. Серьёзно настроен освободить свой город от демонов. После объединения континента он взошёл на престол в качестве императора. Три года спустя он отказался от престола в пользу Алексиса и женился на Сируке.

Сэйю: Кэнтаро Кумагай
- Сирука Мелетес (яп. シルーカ・メレテス  Сиру:ка Мэрэтэсу) — главная героиня, а также талантливый маг.

Сэйю: Акари Кито
- Ирвин (яп. アーヴィン  А:вин) — один из сильнейших обладателей титула камергера, один из охранников эрцгерцогов (самый высокий уровень крестоносцев).

Сэйю: Юйти Накамура
- Айшера (яп. アイシェラ  Айсэра)

Сэйю: Рэйна Уэда
- Ласик Давид (яп.  ラシック・ダビッド Расикку Дабиддо)

Сэйю: Сатоси Хино
- Морено Дортоус (яп. モレーノ・ドルトゥス  Морэ:но Дорутусу)

Сэйю: Мацуока Ёсицугу
- Присцилла Фарнезе (яп. プリシラファルネーゼ Пурисира Фарунэ:дзэ)

Сэйю: Нацуми Такамори
- Марин Крайш (яп. マリーネ・クライシェ  Мари:нэ Курайсэ)
- Обест Мелетес (яп. マリーネ・クライシェ  Абэсуто Мэрэтэсэ) — лидер Магического Альянса, а также приемный отец Сируки. Является магом при леди Марин Крайш.
- Вилар Констанс (яп. ヴィラール・コンスタンス   Вира:ру Консутансу)
- Маргарет Одиус (яп. マーガレット・オディウス  Ма:гарэтто Одиусу)
- Мирза Кучес (яп. ミルザー・クーチェス  Мирудза Ку:тэсу)
- Алексис Дусе (яп. アレクシス・ドゥーセ  Арэкусису Ду:сэ) — сын покойного эрцгерцога Ф.С.П.О. Идеалист и романтик.

## Медиа

### Ранобэ
Первая лайт-новелла была опубликована издательством Fujimi Shobo в журнале Fujimi Fantasia Bunko 20 августа 2013 года. По состоянию на март 2018 года было опубликовано десять томов.
| №  | Заглавие                                                                                         | Дата публикации    | ISBN                   |
| -- | ------------------------------------------------------------------------------------------------ | ------------------ | ---------------------- |
| 1  | Niji no Majo Shirūka Радужная колдунья Сирука (虹の魔女シルーカ)                                 | 20 августа 2013 г. | ISBN 978-4-04-071114-0 |
| 2  | Tokoyami no Jōshū, Jinrō no Joō Владелец тёмного замка, королева волков (常闇の城主、人狼の女王) | 20 декабря 2013 г. | ISBN 978-4-04-712978-8 |
| 3  | Hakua no Kōshi 白亜の公子                                                                        | 19 июля 2014 г.    | ISBN 978-4-04-070199-8 |
| 4  | Shikkoku no Kōjo Рубиновая дочь темноты (漆黒の公女)                                             | 20 января 2015 г.  | ISBN 978-4-04-070200-1 |
| 5  | Shisutina no Kaihōsha (Jō) Сикстинские освободители (часть 1) (システィナの解放者(上))           | 18 июля 2015 г.    | ISBN 978-4-04-070650-4 |
| 6  | Shisutina no Kaihōsha (Ge) Сифоны-освободители (часть 2) (システィナの解放者(下))                | 19 декабря 2015 г. | ISBN 978-4-04-070649-8 |
| 7  | Futatsu no Michi Две дороги (ふたつの道)                                                         | 20 мая 2016 г.     | ISBN 978-4-04-070885-0 |
| 8  | Ketsui no Senjō Решительность на поле битвы (決意の戦場)                                         | 19 ноября 2016 г.  | ISBN 978-4-04-070886-7 |
| 9  | Kessen no Toki Время решительной битвы (決戦の刻)                                                | 20 октября 2017 г. | ISBN 978-4-04-070887-4 |
| 10 | Shiso Koutei Theo Великий император Тео (始祖皇帝テオ)                                           | 20 марта 2018 г.   | ISBN 978-4-04-072648-9 |

### Аниме
Аниме-адаптация серии ранобэ была анонсирована в октябре 2016 года. Позже в мае 2017 года, было подтверждена новость об экранизации в виде аниме-сериала. Режиссёром стал Синъити Омата, сценаристом — Сюнсаку Яно, Накамото Мунэо совместно с самим автором ранобэ Рё Мидзуно. Дизайн персонажей занимался Ёсикадзу Иванами, а за музыкальное сопровождение отвечает композитор Канно Юго, при этом сам сериал был снят на студии A-1 Pictures. Премьера состоялась 6 января 2018 года на телеканале Tokyo MX.
Для Российской Федерации, Украины, Беларуси, Казахстана, Азербайджана, Армении, стран Прибалтики, а также стран Восточной Европы аниме лицензировано сервисом Wakanim (Aniplex Inc.). Сериал предоставляется в двух версиях: с русскими субтитрами и озвучиванием.
| № серии | Название                                                           | Дата премьеры        |
| ------- | ------------------------------------------------------------------ | -------------------- |
| 1       | Союз «Keiyaku» (契約)                                              | 6 января 2018 года   |
| 2       | Цель «Yashin» (野心)                                               | 13 января 2018 года  |
| 3       | Флаг «Senki Hata» (戦旗)                                           | 20 января 2018 года  |
| 4       | Решение «Ketsudan» (決断)                                          | 27 января 2018 года  |
| 5       | Чёрный лес «Tokoyami no Mori» (常闇の森)                           | 3 февраля 2018 года  |
| 6       | Поход «Shingun» (進軍)                                             | 10 февраля 2018 года |
| 7       | Лорд в белом «Hakua no Kōshi» (白亜の公子)                         | 17 февраля 2018 года |
| 8       | Спектакль на совете «Kaigi wa Odoru» (会議は踊る)                  | 24 февраля 2018 года |
| 9       | Леди в чёрном «Shikkoku no Kōjo» (漆黒の公女)                      | 3 марта 2018 года    |
| 10      | Предательский клинок «Uragiri no Ha» (裏切りの刃)                  | 10 марта 2018 года   |
| 11      | Падение Замка Единорога «Ikkakujū-jō, Otsu» (一角獣城, 落つ)       | 17 марта 2018 года   |
| 11.5    | Воспоминание «Tsuisō» (追想)                                       | 24 марта 2018 года   |
| 12      | Артукский договор «Jōyaku Kessei» (条約結成)                       | 31 марта 2018 года   |
| 13      | На родину «Furusato e» (故郷へ)                                    | 7 апреля 2018 года   |
| 14      | Освободитель Систины «Shisutina no Kaihō-sha» (システィナの解放者) | 14 апреля 2018 года  |
| 15      | Дорога назад «Kikan» (帰還)                                        | 21 апреля 2018 года  |
| 16      | Аванпост «Zenshō» (前哨)                                           | 28 апреля 2018 года  |
| 17      | Достойные соперники «Ryōyū» (両雄)                                 | 5 мая 2018 года      |
| 18      | Глава «Meishu» (盟主)                                              | 12 мая 2018 года     |
| 19      | Пробуждение Алексиса «Kimiko Kakusei» (公子覚醒)                   | 18 мая 2018 года     |
| 20      | Битва трёх воинств «San seiryoku Kaisen» (三勢力会戦)              | 25 мая 2018 года     |
| 21      | Истребление «Shukusei» (粛清)                                      | 1 июня 2018 года     |
| 22      | Грааль «Seihai» (聖杯)                                             | 8 июня 2018          |
| 23      | Крепостные стены «Jōheki» (城壁)                                   | 15 июня 2018 года    |
| 24      | Императорская печать «Kōtei Seiin» (皇帝聖印)                      | 22 июня 2018 года    |